# Tomás de Marle

Brasão de Armas do Senhorio de Coucy.

Tomas de Marle, filho de Enguerrando I e de Ada de Marle, foi senhor de Coucy, de Marle e Conde de Amiens.Morto pelo conde de Vermandois Raul I, o Valente, por ordem de Luís VI o Gordo. Foi casado por duas vezes: Segundo registros ele repudiou a primeira esposa Ida de Hainaut, filha de Balduíno II conde de Hainaut para se casar com Melisenda de Crécy. 
Ele lutou contra a pai, a quem odiava, entretanto ambos participaram da Primeira Cruzada. Em 1116, ele sucedeu seu pai como Senhor de Coucy. Ele era violento e sem lei e causou problemas para a Igreja (sendo por isso excomungado), o rei, e as cidades. Para apaziguar a situação ele fez concessões e doações à Igreja
Em 1116/1117,  Luis, o Gordo, rei da França, tirou o senhorio de Coucy do pai de Tomás, Enguerrando I e confiscou o condado de Amiens dos senhores de Coucy, concedendo-o à condessa Adelaide de Vermandois. Os registros das crônicas de Guilherme de Nangis, diz que em 1128, o senhor de Coucy, Tomas de Marle em um enfrentamento contra as forças do rei francês, quando tentava retomar o seu castelo, foi capturado e entregue, mortalmente ferido, por Raul I de Vermandois ao rei. 

## Genealogia
Do primeiro casamento Tomás teve duas filhas:
1. Ida de Coucy, casou-se por duas vezes: (1) Com Alardo de Cymaco ou Alardo III de Chimay e depois com (2) Bernardo de Orbais, filho de Sigério de Orbais.
2. Beatriz de Coucy, esposa de Everaldo III de Breteuil, filho de Valeriano II de Breteuil e sua esposa Ivette  ou Judith.

Do segundo casamento teve 4 filhos:
1. Enguerrando II de Coucy
2. Matilde de Coucy, esposa de Guido Châtelain de Amiens, filho de Adão Châtelain de Amiens e sua primeira esposa.
3. Roberto de Boves (1146-1191), senhor de Boves, casou-se com Beatriz de Saint-Pol, filha do conde de Saint-Pol Hugo II e sua segunda esposa Margarida de Clermont. Beatriz trouxe o condado de Amiens como dote de casamento e assim Roberto tornou-se também conde de Amiens.
4. Melisenda de Coucy, esposa de Hugo de Gornaio e depois com Adelmo Châtelain de Amiens, filho de Adão Châtelain Amiens e sua segunda esposa. Alguns autores nomeiam seu segundo casamento como sendo com Hugo IV Gournay, filho de Geraldo de Gournay e Edite de Warenne.

Tomás, foi sucedido em 1130, pelo primeiro filho do segundo casamento Enguerrando II, senhor de Coucy, conhecido também como senhor de La Fère, ou senhor de Marle.